# Sirià d'Alexandria
Sirià (grec antic: Συριανός, llatí: Syrianus) fou un filòsof neoplatònic grec del segle v nadiu d'Alexandria i fill de Filoxen. Se'n sap poc de la seva vida. Va estudiar a Atenes i va tenir com a mestre a Plutarc d'Atenes, cap de l'escola neoplatònica, que el tenia en alta consideració i el va nomenar el seu successor. Va tenir al seu torn diversos deixebles, el més destacat dels quals era Procle, al que va deixar instruccions que l'enterressin a la mateixa tomba que el seu mestre.
A Suides se li atribueixen les següents obres:
- Εἰς ὅμηρον ὅλον ὑπόμνημα
- Εἰς τὴν Πολιτείαν Πλάτωνος
- Εἰς τὴν Ὀρφέως Θεολογίαν
- Εἰς τὰ Πρόκλου περὶ τῶν παῤ Ὁμήρῳ Θεῶν
- Συμφωνίαν Ὀρφέως Πυθαγόρου καὶ Πλάτωνος
- Περὶ τὰ λόγια
- Diverses obres exegètiques

No obstant les mateixes obres les assigna també Suides al seu deixeble Procle i generalment es considera que és un error d'assignació i que efectivament són la feina del deixeble. Sirià hauria escrit comentaris sobre diverses parts de les obres d'Aristòtil:
- Comentaris a Sobre el cel. (Περὶ οὐρανοῦ)
- Comentaris a De la interpretació (Περὶ Ἑρμηνείας)
- Comentaris a la Metafísica (τὰ μετὰ τὰ φυσικά), que es conserva, i on es veu com aplica les idees de l'escola neoplatònica.
- un comentari dit συμφωνίας γράμματα, que es creu que estava inclòs en els comentaris que va fer del Timeu de Plató
- Comentaris sobre Μεγάλη Σύνταξις τη̂ς ̓Αστρονομίας (Almagest) de Ptolemeu, segons diu Teodor de Melitene.

I va escriure també un tractat sobre les idees (Συριανοῦ εἰς τὸ περὶ ἰδεῶν) i un comentari sobre el Στάσεις d'Hermògenes.